# Stichting GRAP
Stichting GRAP is een organisatie voor de Amsterdamse popmuziek. De in 1982 als "GroepenRaad Amsterdamse Popmuziek" opgerichte stichting houdt zich bezig met het stimuleren van de Amsterdamse muziekscene.

## Activiteiten
De stichting wordt gefinancierd door de gemeente Amsterdam en biedt advies en informatie voor muzikanten. GRAP organiseert showcases, festivals en andere activiteiten om Amsterdamse muzikanten een kans te geven zich te presenteren aan publiek, pers en muziekindustrie. De stichting helpt jonge talentvolle muzikanten uit Amsterdam op weg in hun carrière: door ze podiumervaring op te laten doen, consults en workshops aan te bieden en advisering aan stadsdelen en gemeente. 
De naam GRAP is een afkorting van "GroepenRaad Amsterdamse Popmuziek". De stichting werd in 1982 opgericht als popcollectief waar bands zich bij konden aansluiten. Op dit moment is de GRAP popkoepel voor de stad Amsterdam en ligt het accent op de ondersteuning van de Amsterdamse amateur- en semi-professionele popmuziek. GRAP is lid van POPnl, een samenwerkingsverband tussen de provinciale popkoepels en die van de steden Rotterdam en Amsterdam. In deze hoedanigheid neemt de ze ook deel aan de jaarlijkse Sena Performers POPnl Award.
Activiteiten die de GRAP organiseert zijn: de Amsterdamse Popprijs, Wanted, Vinylized, Spelen voor de GRAP, Buitenspelen voor de GRAP, Mooie Noten, Rock Your Business. 